# Ixora sambiranensis
Ixora sambiranensis är en måreväxtart som beskrevs av Anne-Marie Homolle och Michel Guédès. Ixora sambiranensis ingår i släktet Ixora och familjen måreväxter. Inga underarter finns listade i Catalogue of Life.